# ديلفينا دي لا كروز
ديلفينا دي لا كروز (بالإسبانية: Delfina De la Cruz Zañartu)‏ هي ملحنة تشيلية، ولدت في 24 فبراير 1837 في كونثبثيون في تشيلي، وتوفي بنفس المكان في 8 مايو 1905.